# Rushville (New York)
Pour les articles homonymes, voir Rushville.
Rushville est un village du comté de Yates et du comté d'Ontario. Sa population était de 677 habitants en 2020.
Une grande partie du village est située dans la commune de Potter dans le comté de Yates et une petite partie dans la commune de Gorham dans le comté d'Ontario.